# Голак
Вижте пояснителната страница за други значения на Голак.
Голàк е село в Западна България. То се намира в Община Костенец, Софийска област.

## География
Село Голак се намира в планински район. То се намира близо до град Ветрен. Разположено е в Голак планина, част от рида Еледжик, Ихтиманска Средна гора на 762 m н.в. В близост до селото се намират Голашката пещера и Маркови дупки. В Голашката пещера са открити останки от енеолита (Каменно-медната епоха – 4000 – 3000 години пр. н.е.). Тя е с дължина 102 m, с ширина между 4 и 6 m и висока 3 – 5 m. Картирана е за първи път през 1924 г. от Ненко Радев. Последното ѝ картиране е от 1968 г. от Владимир Попов. През 1962 г. зоолога Владимир Бешков в споменава в писмо до Комисията за защита на природата при Българска академия на науките, че подът на пещерата е покрит с дебел 20 – 30 cm слой гуано, а по средата на галерията има локва с гуано дълбока 2 m. Изтъква се проблема с намаляването на броя на прилепите в нея, извозването на гуаното и използването му за наторяване на нивите от жителите на Голак. През 1940 г. при посещението на акад. Иван Буреш в Голашката пещера са установени между 16 000 и 20 000 прилепа, а през 1958 г. те са намалели до 5000. Със заповед на Комитета за опазване на природната среда през 1981 г. Голашката пещера е обявена за природна забележителност с площ 0,5 ha. С това се забранява влизането в пещерата и безпокоенето на прилепите. Срещат се следните видове прилепи: голям нощник, дългокрил прилеп, дългопръст нощник, южен, голям и малък подковонос прилеп.

## История
Поселищният живот в района на днешното село Голак започва още през античността. Свидетелства за това дават подземните рудни галерии и големите количества шлака, отпадък, който се отделя при преработката на желязна руда. Рудниците са разположени на юг от селото, ширината на заеманата площ не е голяма, но на дължина тя достига 10 km. Добиват се магнетит и хематит с 30 – 40% съдържание на желязо в тях. Първоначално за обработката на желязната руда се използват мехове за разпалване на огъня и чукове и наковални. Има и предположения за използване на водата за задвижване на механични наковални, за това свидетелстват следи от преграждане на реката. Освен с добив на желязна руда, в древността населението се занимава и с добив на вар. Добивът на вар се дължи на факта, че южния склона на Голак планина е карстов. От варниците към удобните за обработка и транспорт места готовата вар се спуска по прокопан сухоземен канал. В северна посока от селото преминава значимият диагонален (военен) път (Via Diagonalis), по който се придвижват войските и кервани с хора и стоки.
По време на Османското владичество основният източник на желязна руда е Голашка пещера. Рудата от нея се превозва с помощта на катъри към Сестримо, където са построени мадани за механизирано топене на рудата. Добивът се преустановява през 1854 г., когато скитащите османски орди около Сарамбей запалват маданите край Сестримо. За кратко по време на Втората световна война отново се възобновява добива на желязна руда. Тя се превозва от Голак с помощта на волски коли към гара Костенец, където се товари на вагони и се изпраща към унгарския град Печ за преработка.
Преобладаващата стопанска дейност на населението е производство на дървени въглища. То започва да отстъпва място на земеделието и животновъдството в края на XIX век. Дървените въглища се превозват с помощта на специално пригодени кошове, заемащи цялата кола към маданите край Сестимо и към Татар Пазарджик. При строежа на железопътната линия Цариград – Белово в района на Голак се добива дървен материал за
направа на траверси.
На 1,5 km от селото на възвишението по пътя към местността Паланката има останки от манастир. Поради липса на църква жителите на Голак се черкуват в Славовица. През 1909 г. на височината над училището е построена дървена църква. Построява се по-масивна постройка на църквата Възнесение Господне през 1921 – 1922 г. На откриването ѝ присъства и министър-председателя Александър Стамболийски, чиято майка Нена Банкина е от Голак.
В Балканските войни, Първата и Втората световни войни по бойните полета загиват 40 жители на Голак. На източната страна на църквата в селото е поставена паметна плоча с имената им.
Училищната дейност се развива след Освобождението със създаването на килийно училище. Учител в него е дядо Никола Македонеца – през зимата учи децата в него, а през лятото строи къщи в селото. Училището се състои от две класни стаи и една за учителите. Поради разрастване на селото и увеличаване на броя на децата към училището се достроява една голяма стая за първи клас и се ползва една частна постройка за класна и учителска стая. През учебната 1940/1941 г. училището прераства в прогимназия. Сградата се състои от седем класни стаи. След закриването му в следващите години архивът се унищожава, а сградата се използва за пилчарник.
В Голак е създадено и читалище, но единствената дейност, която се развива в него е слушане на новините от възрастното население по радиоапарат на батерии. Селото е електроснабдено през 1958 г.
Къщите в селото са типични представители за Средногорието Среднобългарски тип къщи. С питейна вода селото се снабдява от около 10 извора. Изкопани са и над 50 бунара
(кладенци) с дълбочина от 3 до 6 – 7 m, а най-дълбокия достига 18 m дълбочина. Но водата от тях не се използва за консумация. Протичащите около селото водни потоци се използват за напояване. На тях са построени 12 воденици, макар че не са съществували едновременно, те осигуряват преработката на зърното и производството на брашно. Воденичните камъни се добиват от гранитни скали. Също така се използват и по-малки
ръчни мелници.
Село Голак се оформя на настоящето си място в края на XVI и началото на XVII в. Като част от Османската империя административно Голак е към Самоков. При Освобождението през 1878 г. в селото има 25 къщи с около 100 жители. Селото преминава към Пазарджишка околия и Пловдивски окръг. През 1932 г. отношенията на селото с Ветрен стават непоносими и Голак преминава към Ихтиманска околия и Софийски окръг.
Местното население започва ръчно прокарването на 16-километров път до Костенец. След Освобождението много хора от Голак се изселват към различни части на страна в търсене на препитание, като достигат до село Ветрен, област Бургас. Работят във фабриката за импрегнация в Белово и вародобива в Сестримо. След откриването на вародобивните пещи в Огняново, се насочват на там. Въпреки това населението постоянно
се увеличава. В първата половина на XX век в Голак има 178 къщи. Към края на 1934 г. населението му наброява 796 жители. Максимумът е към края на 1946 г. – 968 жители. Множество семейства се установяват в
Септември, около 80 семейства в Пазарджик, над 60 семейства в Айтоско, 55 семейства в Шумен, 7 семейства в Карнобатско. След национализацията през 1947 г. се образува ТКЗС, което съществува само 15 години. След закриването му 55 семейства се изселват в Костенец за постоянно. През 1975 г. достига 45 души, през 1992 г. са 26 души, а днес в село Голак живеят трима постоянно живеещи.

## Културни и природни забележителности
- Голашката пещера
- Защитена зона „Голак“